# Station Strykowo Poznańskie
Station Strykowo Poznańskie is een spoorwegstation in de Poolse plaats Strykowo.